# Saint-Paul-de-Tartas
Pour les articles homonymes, voir Saint-Paul.
Saint-Paul-de-Tartas [sɛ̃ pɔl də taʁtas] est une commune française, située dans le département de la Haute-Loire en région Auvergne-Rhône-Alpes.

## Géographie

### Situation
Aux confins des hauts plateaux ardéchois et du Devès et limitrophe du département de l'Ardèche dans sa partie est et sud-est, Saint-Paul-de-Tartas est une commune de moyenne montagne située entre la haute vallée de la Loire et la haute vallée de l'Allier. Sa mairie se trouve à 1 200 m d'altitude et son point culminant est atteint au sommet du mont Tartas à 1 349 mètres d'altitude.

#### Localisation
La commune de Saint-Paul-de-Tartas se trouve dans le département de la Haute-Loire, en région Auvergne-Rhône-Alpes.
Elle se situe à 35 km par la route du Puy-en-Velay, préfecture du département, et à 28 km de Cussac-sur-Loire, bureau centralisateur du canton du Velay volcanique dont dépend la commune depuis 2015 pour les élections départementales.

### Communes limitrophes
Les communes les plus proches sont : Barges (3,8 km), Saint-Arcons-de-Barges (4,2 km), Pradelles (4,3 km), Coucouron (5,1 km), Saint-Étienne-du-Vigan (6,2 km), Vielprat (6,8 km), Arlempdes (7,0 km), Landos (7,3 km).
| Landos                 | Barges               | Saint-Arcons-de-Barges               |
|                        | Saint-Paul-de-Tartas | Coucouron Ardèche Lavillatte Ardèche |
| Saint-Étienne-du-Vigan | Pradelles            | Lesperon Ardèche                     |

### Hydrographie
La commune est arrosée de nombreux cours d'eau, dont la Méjeanne, affluent de la rive gauche de la Loire, et des ruisseaux des Fayes, du Mas, du Passadoux, du Rayol, du Traversier, de la Villette, etc.

### Climat
Pour des articles plus généraux, voir Climat d'Auvergne-Rhône-Alpes et Climat de la Haute-Loire.
En 2010, le climat de la commune est de type climat de montagne, selon une étude du Centre national de la recherche scientifique s'appuyant sur une série de données couvrant la période 1971-2000. En 2020, Météo-France publie une typologie des climats de la France métropolitaine dans laquelle la commune est exposée à un climat de montagne ou de marges de montagne et est dans la région climatique Sud-est du Massif Central, caractérisée par une pluviométrie annuelle de 1 000 à 1 500 mm, minimale en été, maximale en automne.
Pour la période 1971-2000, la température annuelle moyenne est de 6,7 °C, avec une amplitude thermique annuelle de 15,6 °C. Le cumul annuel moyen de précipitations est de 1 064 mm, avec 10,1 jours de précipitations en janvier et 6,5 jours en juillet. Pour la période 1991-2020, la température moyenne annuelle observée sur la station météorologique installée sur la commune est de 7,3 °C et le cumul annuel moyen de précipitations est de 787,7 mm,. Pour l'avenir, les paramètres climatiques de la commune estimés pour 2050 selon différents scénarios d'émission de gaz à effet de serre sont consultables sur un site dédié publié par Météo-France en novembre 2022.
| Mois                                  | jan.             | fév.           | mars            | avril            | mai           | juin            | jui.          | août            | sep.            | oct.            | nov.             | déc.           | année      |
| ------------------------------------- | ---------------- | -------------- | --------------- | ---------------- | ------------- | --------------- | ------------- | --------------- | --------------- | --------------- | ---------------- | -------------- | ---------- |
| Température minimale moyenne (°C)     | −3,5             | −3,7           | −1,3            | 1                | 4,6           | 8               | 9,7           | 9,8             | 6,8             | 4,4             | 0,2              | −2,5           | 2,8        |
| Température moyenne (°C)              | −0,3             | −0,1           | 3,1             | 5,8              | 9,7           | 13,6            | 15,9          | 16              | 11,9            | 8,4             | 3,4              | 0,6            | 7,3        |
| Température maximale moyenne (°C)     | 2,9              | 3,5            | 7,6             | 10,6             | 14,7          | 19,2            | 22            | 22,1            | 17,1            | 12,3            | 6,6              | 3,8            | 11,9       |
| Record de froid (°C) date du record   | −27,2 16.01.1985 | −23,1 05.02.12 | −23,3 01.03.05  | −10,1 11.04.1977 | −6,5 01.05.04 | −2,5 06.06.1989 | 0 25.07.1986  | −2,7 30.08.1986 | −3,5 20.09.1977 | −9,1 31.10.1997 | −15,5 28.11.1985 | −18,4 30.12.05 | −27,2 1985 |
| Record de chaleur (°C) date du record | 18,3 20.01.08    | 19,6 04.02.04  | 21,2 11.03.1990 | 22,6 30.04.05    | 27,4 30.05.01 | 35,2 27.06.19   | 33,7 07.07.15 | 34,9 13.08.03   | 30,5 16.09.1987 | 23,8 20.10.14   | 20,2 02.11.1981  | 19,2 02.12.15  | 35,2 2019  |
| Précipitations (mm)                   | 49,7             | 33,9           | 38,2            | 74,1             | 87,2          | 73,9            | 60            | 63,4            | 79              | 80,4            | 95,1             | 52,8           | 787,7      |

## Urbanisme

### Typologie
Au 1er janvier 2024, Saint-Paul-de-Tartas est catégorisée commune rurale à habitat dispersé, selon la nouvelle grille communale de densité à sept niveaux définie par l'Insee en 2022.
Elle est située hors unité urbaine et hors attraction des villes,.

### Occupation des sols
L'occupation des sols de la commune, telle qu'elle ressort de la base de données européenne d’occupation biophysique des sols Corine Land Cover (CLC), est marquée par l'importance des territoires agricoles (72,7 % en 2018), en augmentation par rapport à 1990 (71,6 %). La répartition détaillée en 2018 est la suivante : 
prairies (37,3 %), zones agricoles hétérogènes (35,4 %), forêts (23,3 %), milieux à végétation arbustive et/ou herbacée (4,1 %). L'évolution de l’occupation des sols de la commune et de ses infrastructures peut être observée sur les différentes représentations cartographiques du territoire : la carte de Cassini (XVIIIe siècle), la carte d'état-major (1820-1866) et les cartes ou photos aériennes de l'IGN pour la période actuelle (1950 à aujourd'hui).

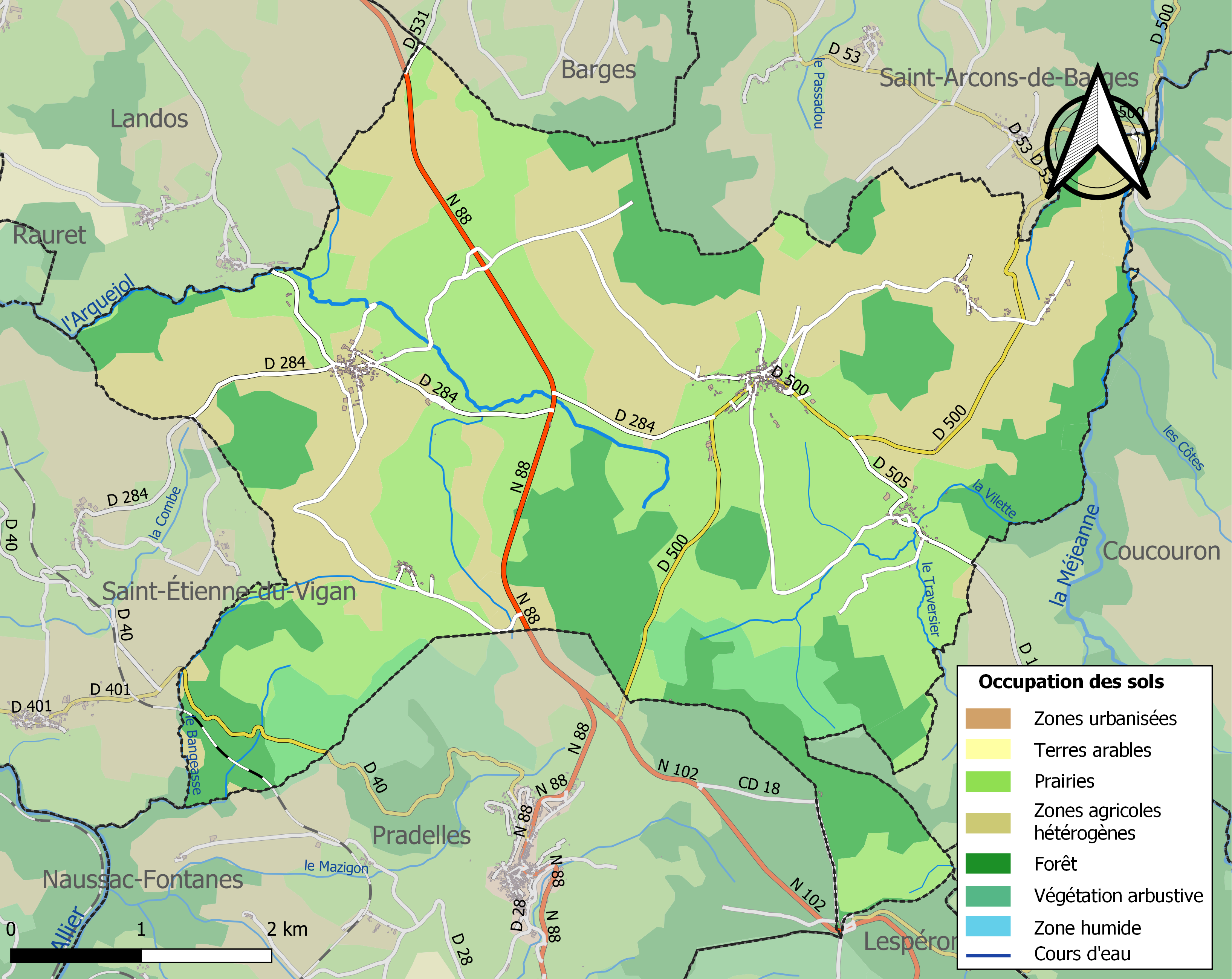
Carte des infrastructures et de l'occupation des sols de la commune en 2018 (CLC).

### Habitat et logement
En 2018, le nombre total de logements dans la commune était de 260, alors qu'il était de 260 en 2013 et de 248 en 2008.
Parmi ces logements, 33,8 % étaient des résidences principales, 65 % des résidences secondaires et 1,2 % des logements vacants. Ces logements étaient pour 98,1 % d'entre eux des maisons individuelles et pour 1,9 % des appartements.
Le tableau ci-dessous présente la typologie des logements à Saint-Paul-de-Tartas en 2018 en comparaison avec celle de la Haute-Loire et de la France entière. Une caractéristique marquante du parc de logements est ainsi une proportion de résidences secondaires et logements occasionnels (65 %) supérieure à celle du département (16,1 %) et à celle de la France entière (9,7 %). Concernant le statut d'occupation de ces logements, 80,7 % des habitants de la commune sont propriétaires de leur logement (84,9 % en 2013), contre 70 % pour la Haute-Loire et 57,5 pour la France entière.
| Typologie                                               | Saint-Paul-de-Tartas | Haute-Loire | France entière |
| ------------------------------------------------------- | -------------------- | ----------- | -------------- |
| Résidences principales (en %)                           | 33,8                 | 71,5        | 82,1           |
| Résidences secondaires et logements occasionnels (en %) | 65                   | 16,1        | 9,7            |
| Logements vacants (en %)                                | 1,2                  | 12,4        | 8,2            |

## Toponymie
Sous la Convention nationale (1792-1795), la commune a porté le nom de Mont-de-Tartas ou simplement Tartas.
Il est impossible que Tartas dérive de Tarse : cela contreviendrait lourdement aux règles de l’évolution phonétique. De plus, le mot est beaucoup plus ancien que saint Paul de Tarse, d’au moins un millénaire. Il est formé de la racine tar- (ou tal-), suffixée en -t·as. Cette racine, qui est très probablement pré-indo-européenne, a le sens de « monticule », « colline » ou « mont ». On la retrouve, entre autres, dans le mot français talus, issu du gaulois talutum (versant, côte), et en occitan local dans le mot tautàs (prononcé [toou-tas]), provenant d'un plus ancien taltàs, et qui signifie « grosse touffe d'herbe faisant un monticule ». Enfin, en Aquitaine, plus précisément dans les Landes, se trouve la commune de Tartas (plus de 3 000 habitants), qui doit son nom aux hauteurs dominant la vallée, où sont situés la vieille ville et l’église, qui n’ont aucun lien avec saint Paul de Tarse[réf. nécessaire].

## Histoire

### Sous l’ancien régime
L’histoire du territoire de Saint-Paul-de-Tartas prend corps, avec la construction de son église paroissiale, à la fin du XIe siècle. Placée sous la protection de Saint Paul, apôtre originaire de « Tarse » en Asie Mineure, cette église a vraisemblablement donné son nom à celui de la paroisse et de la montagne qui la domine.
À cette époque tout l’espace du sud actuel de la Haute-Loire appartient au Vivarais, rattaché au Saint Empire Romain Germanique jusqu’au règne de Philippe IV le Bel.
C’est en 1184 que quelques moines venus de l’abbaye bénédictine de la Chaise-Dieu y fondent un prieuré qui exerce ses prérogatives et collecte la dîme sur la paroisse de Saint-Paul et sur plusieurs villages de la paroisse voisine de Saint-Arcons-de-Barges.

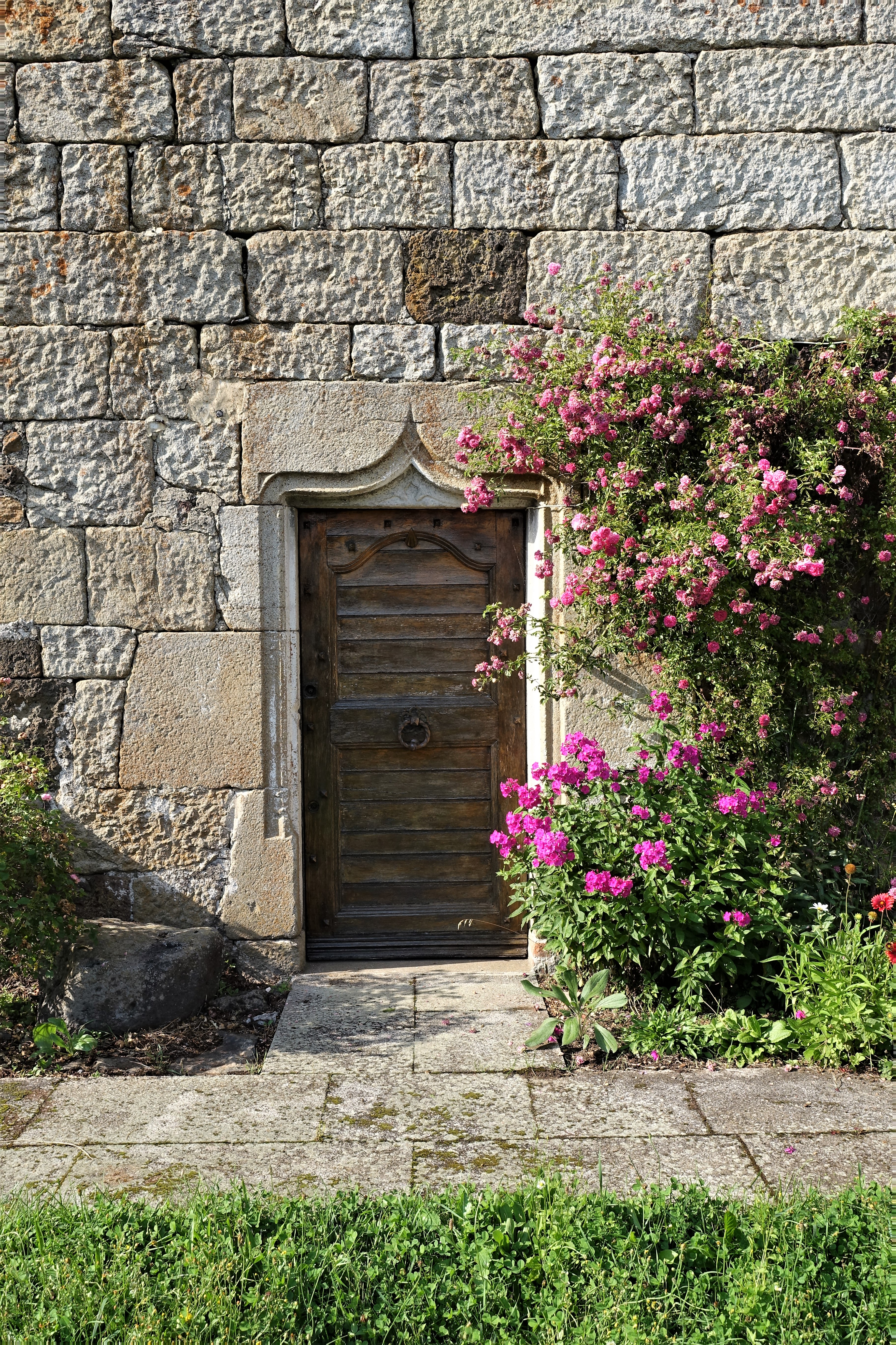
Détail de la façade de la maison du Prieur (maison Schuyten).

Un siècle plus tard, Pons de Montlaur, dont la famille, exerce, de longue date, le pouvoir féodal sur la région concède la seigneurie des lieux à Pierre de Montarcher, prieur de Saint-Paul. Dès lors, ce dernier cumule, ès qualité, le pouvoir spirituel et temporel sur ses habitants, excepté les habitants des Uffernets et de la Fagette qui relèvent de la seigneurie laïque du vicomte de Beaune et ceux de Fourmagne et du Chaussadis soumis au seigneur de Montbel.
Vers 1320, les moines et le prieur quittent le prieuré, qui est rattaché à la manse abbatiale de la Chaise-Dieu. Jusqu'à la Révolution, c’est l’abbé de la Chaise-Dieu qui est, directement, « prieur et seigneur » de Saint-Paul-de-Tartas. L’abbé nomme ses « officiers » pour rendre, sur place, la justice en son nom, et un « fermier » pour encaisser ses revenus ecclésiastiques ou seigneuriaux.

### Après la Révolution
À la Révolution, Saint Paul et six localités voisines, anciennement vivaroises, participent à la constitution du département de la Haute-Loire et du canton de Pradelles.
Le XIXe siècle est marqué par :
- L’accroissement de la population qui passe de 700 à plus de 1200 habitants en 1900 dont 250 enfants scolarisables[17]. Les écoles publiques se substituent progressivement aux maisons des béates, au bourg (1847), aux Uffernets (1885), à la Villette (1890), à Fourmagne (1939)[18].
- Le désenclavement des territoires ruraux par la construction entre 1850 et 1866 du chemin de grande communication (l’actuelle départementale 500) entre Pradelles et Le Pertuis via Saint-Paul-de-Tartas et Montbel. Ce nouveau tracé nécessita l’expropriation d’une douzaine de parcelles au cœur du village de saint-Paul et la démolition de l’ancienne maison d’Assemblée[19].

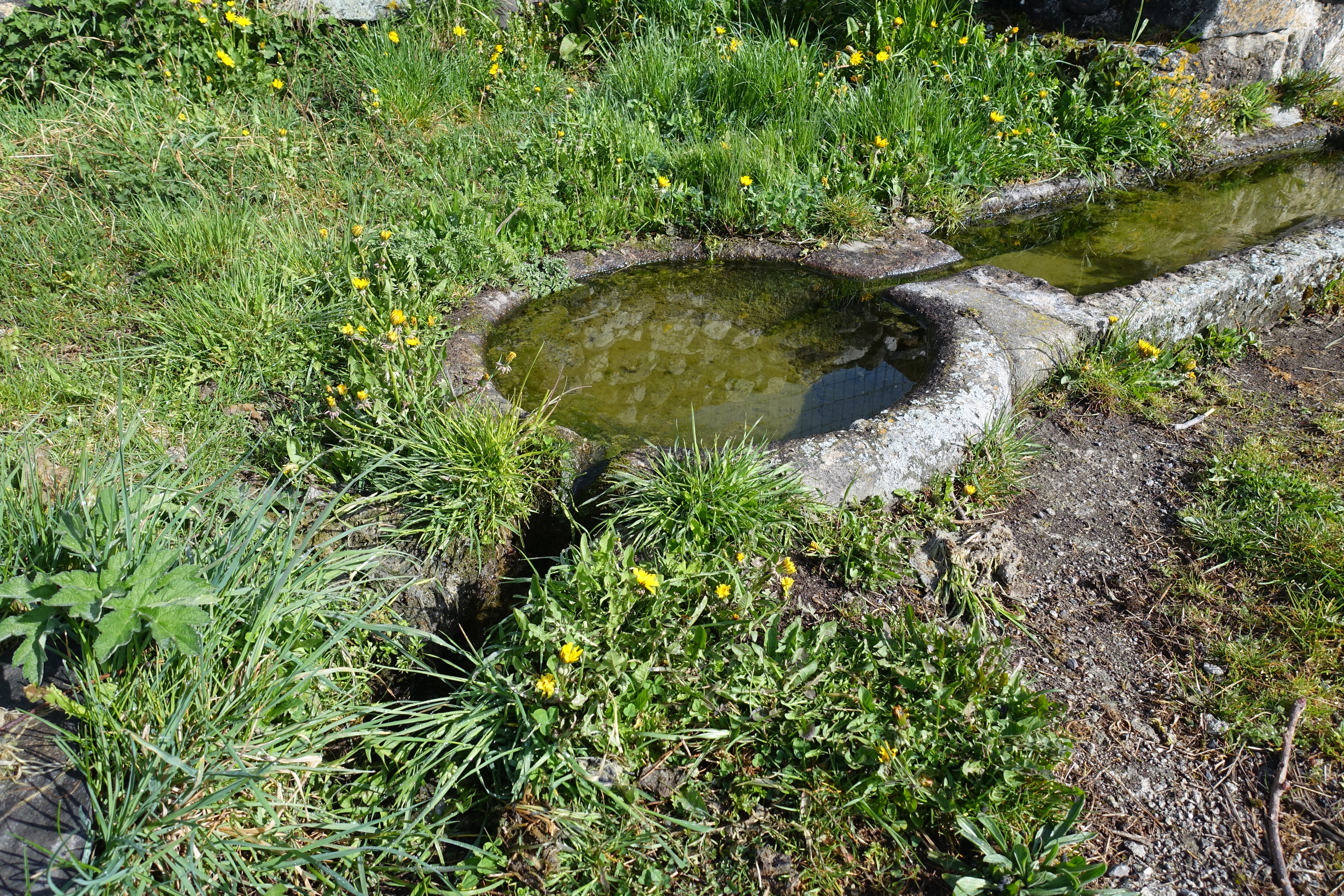
Fontaine-abreuvoir au bourg de Saint-Paul.

- Le long chemin judiciaire poursuivi par la municipalité de Saint-Paul pour conserver les droits concédés en 1282 par Pons de Montlaur aux habitants pour l’usage du bois de sa forêt de Bauzon, en Vivarais[20] et remis en cause par les propriétaires privés de cette forêt à la Restauration. Finalement, en 1909, le tribunal de Largentière ordonne le cantonnement des droits de Saint-Paul sur une surface à définir par voie d’experts qui appartiendra à la commune en pleine propriété. L’offre des experts, en 1921, attribue finalement à la commune deux parcelles de hêtraies-sapinières totalisant 146 hectares sur les communes d’Astet et de Lanarce (Ardèche) pour les besoins de ses habitants en bois d’œuvre et bois de chauffage[21].
- La réalisation des premiers captages et de réseaux d’adduction d’eau pour l’approvisionnement des fontaines publiques et des lavoirs[22].

### Début duXXesiècle
Il s'accompagne de l’essor de l’exode rural en direction des métropoles régionales, de la région parisienne, ou des mines gardoises. La Première Guerre mondiale qui a fait plus de 50 victimes dans la commune, accentue sa dépopulation. La mécanisation, la modernisation de l’agriculture et le désenclavement vont permettre aux actifs restés au pays de développer une agriculture productive et suffisamment rémunératrice, fondée sur l’élevage bovin laitier et la culture de la lentille verte du Puy.

## Politique et administration

### Découpage territorial
La commune de Saint-Paul-de-Tartas est membre de la communauté de communes des Pays de Cayres et de Pradelles, un établissement public de coopération intercommunale (EPCI) à fiscalité propre créé le 31 décembre 2000 dont le siège est à Costaros. Ce dernier est par ailleurs membre d'autres groupements intercommunaux.
Sur le plan administratif, elle est rattachée à l'arrondissement du Puy-en-Velay, au département de la Haute-Loire, en tant que circonscription administrative de l'État, et à la région Auvergne-Rhône-Alpes.
Sur le plan électoral, elle dépend du canton du Velay volcanique pour l'élection des conseillers départementaux, depuis le redécoupage cantonal de 2014 entré en vigueur en 2015, et de la deuxième circonscription de la Haute-Loire   pour les élections législatives, depuis le redécoupage électoral de 1986.

### Liste des maires
| Période                                  | Période    | Identité              | Étiquette     | Qualité  |
| ---------------------------------------- | ---------- | --------------------- | ------------- | -------- |
| Les données manquantes sont à compléter. |            |                       |               |          |
| mars 2001                                | mars 2008  | Yvonne Soulier        | DVD           |          |
| mars 2008                                | avril 2014 | Jean-Claude Chabalier | Apparenté PCF |          |
| avril 2014                               | 2020       | Michel Adam           | SE            | Retraité |
| 2020                                     | En cours   | Marie-Laure Mugnier   |               |          |

## Population et société

### Démographie

#### Évolution démographique
L'évolution du nombre d'habitants est connue à travers les recensements de la population effectués dans la commune depuis 1793. Pour les communes de moins de 10 000 habitants, une enquête de recensement portant sur toute la population est réalisée tous les cinq ans, les populations de référence des années intermédiaires étant quant à elles estimées par interpolation ou extrapolation. Pour la commune, le premier recensement exhaustif entrant dans le cadre du nouveau dispositif a été réalisé en 2008.

En 2022, la commune comptait 193 habitants, en évolution de −3,98 % par rapport à 2016 (Haute-Loire : +0,36 %, France hors Mayotte : +2,11 %).
| 1793 | 1800 | 1806 | 1821 | 1831 | 1836  | 1841  | 1846  | 1851 |
| ---- | ---- | ---- | ---- | ---- | ----- | ----- | ----- | ---- |
| 700  | 728  | 870  | 799  | 840  | 1 035 | 1 014 | 1 012 | 990  |

| 1856 | 1861  | 1866  | 1872  | 1876  | 1881  | 1886  | 1891  | 1896  |
| ---- | ----- | ----- | ----- | ----- | ----- | ----- | ----- | ----- |
| 964  | 1 004 | 1 026 | 1 038 | 1 078 | 1 134 | 1 230 | 1 199 | 1 216 |

| 1901  | 1906  | 1911  | 1921  | 1926  | 1931 | 1936 | 1946 | 1954 |
| ----- | ----- | ----- | ----- | ----- | ---- | ---- | ---- | ---- |
| 1 225 | 1 236 | 1 153 | 1 033 | 1 008 | 973  | 924  | 761  | 675  |

| 1962 | 1968 | 1975 | 1982 | 1990 | 1999 | 2006 | 2008 | 2013 |
| ---- | ---- | ---- | ---- | ---- | ---- | ---- | ---- | ---- |
| 585  | 514  | 415  | 341  | 270  | 244  | 200  | 188  | 207  |

| 2018 | 2022 | - | - | - | - | - | - | - |
| ---- | ---- | - | - | - | - | - | - | - |
| 187  | 193  | - | - | - | - | - | - | - |

#### Pyramide des âges
La population de la commune est relativement âgée. En 2018, le taux de personnes d'un âge inférieur à 30 ans s'élève à 24,1 %, soit en dessous de la moyenne départementale (31 %). À l'inverse, le taux de personnes d'âge supérieur à 60 ans est de 41,2 % la même année, alors qu'il est de 31,1 % au niveau départemental.
En 2018, la commune comptait 91 hommes pour 96 femmes, soit un taux de 51,34 % de femmes, légèrement supérieur au taux départemental (50,87 %).
Les pyramides des âges de la commune et du département s'établissent comme suit.
| Hommes | Classe d’âge | Femmes |
| ------ | ------------ | ------ |
| 3,3    | 90 ou +      | 2,1    |
| 17,6   | 75-89 ans    | 18,8   |
| 20,9   | 60-74 ans    | 19,8   |
| 23,1   | 45-59 ans    | 19,8   |
| 11,0   | 30-44 ans    | 15,6   |
| 8,8    | 15-29 ans    | 5,2    |
| 15,4   | 0-14 ans     | 18,8   |

| Hommes | Classe d’âge | Femmes |
| ------ | ------------ | ------ |
| 0,9    | 90 ou +      | 2,5    |
| 8,4    | 75-89 ans    | 11,7   |
| 20,4   | 60-74 ans    | 20,5   |
| 21,3   | 45-59 ans    | 20,3   |
| 16,8   | 30-44 ans    | 16,3   |
| 15,2   | 15-29 ans    | 13,2   |
| 17     | 0-14 ans     | 15,6   |

## Économie

### Revenus
En 2018, la commune compte 92 ménages fiscaux, regroupant 187 personnes. La médiane du revenu disponible par unité de consommation est de 18 520 € (20 800 € dans le département).

### Emploi
| Division       | 2008  | 2013  | 2018  |
| -------------- | ----- | ----- | ----- |
| Commune        | 2 %   | 7,6 % | 3,3 % |
| Département    | 6,3 % | 7,7 % | 7,7 % |
| France entière | 8,3 % | 10 %  | 10 %  |

En 2018, la population âgée de 15 à 64 ans s'élève à 90 personnes, parmi lesquelles on compte 76,7 % d'actifs (73,3 % ayant un emploi et 3,3 % de chômeurs) et 23,3 % d'inactifs,. Depuis 2008, le taux de chômage communal (au sens du recensement) des 15-64 ans est inférieur à celui de la France et du département.
La commune est hors attraction des villes,. Elle compte 37 emplois en 2018, contre 46 en 2013 et 46 en 2008. Le nombre d'actifs ayant un emploi résidant dans la commune est de 68, soit un indicateur de concentration d'emploi de 54,4 % et un taux d'activité parmi les 15 ans ou plus de 45,2 %.
Sur ces 68 actifs de 15 ans ou plus ayant un emploi, 31 travaillent dans la commune, soit 46 % des habitants. Pour se rendre au travail, 65,7 % des habitants utilisent un véhicule personnel ou de fonction à quatre roues, 16,4 % s'y rendent en deux-roues, à vélo ou à pied et 17,9 % n'ont pas besoin de transport (travail au domicile).

## Culture locale et patrimoine

### Lieux et monuments
- Église Saint-Paul, du XIIe siècle : église fortifiée, construite en 1095 par le prieuré des moines de La Chaise-Dieu. Les prêtres de Saint-Haon viennent y célébrer les sacrements. Durant les guerres de Religion, elle sera incendiées de même que le village, par les troupes du Huguenot "Charles de Barjac". À sa reconstruction en 1647, l'église sera dotée d'un clocher à peigne. Elle sera classée monument historique le 22 janvier 1910[32].
- Des enfeus datant du XIIIe siècle, dans le mur nord du cimetière, ont également été classés monument historique le 16 septembre 1907[33].
- Édifiée en 1852, l'ancienne maison du cantonnier, démolie par un orage en 2001, exhibait des traits méridionaux distinctifs comme les génoises, les tuiles rondes et le demi-oculus en brique[34].
- De nombreuses croix de granit sont à découvrir le long des chemins.
- Au milieu des bois du mont Tartas on trouve une pierre aux sacrifices. Au sommet une table d'orientation permet de découvrir un immense panorama sur le plateau et les monts du Velay.
- Près du village des Uffernets, La Montjoie en maçonnerie permettait aux voyageurs perdus dans la neige de retrouver leur chemin[35].

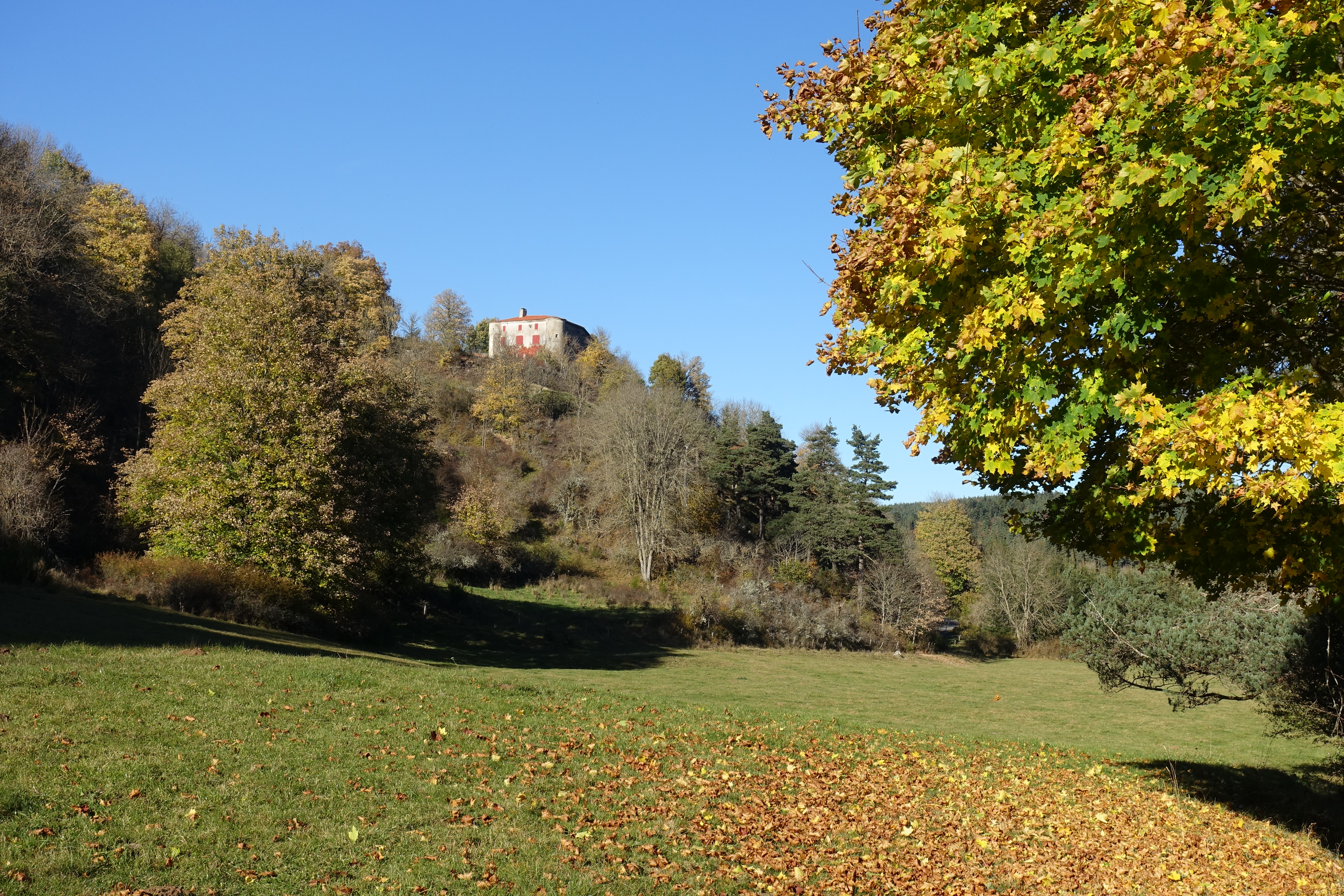
Le château de Montbel au-dessus de la rivière Méjeanne.

- Château de Montbel, dominant la vallée de la Méjeanne, siège d'une seigneurie dont les titulaires successifs furent les familles Audoyer, Odde, de Barbon, Surrel. Au pied de la butte castrale naissent des eaux minérales riches de propriétés thérapeutiques, analysées par le chimiste Pierre-Emile Mazade en 1862. Elles furent exploitées épisodiquement jusque dans les années 1950 sous le nom de sources « Eugénie », « Célina », « Ernestine » et finalement « Pascaline » du nom de leur dernier exploitant Calixte Pascal de Coucouron.

### Personnalités liées à la commune
- Victor Pagès : président du conseil général de la Haute-Loire[36].

### Héraldique
| Blason de Saint-Paul-de-Tartas | Blason  | De gueules à une crosse d'argent passée en sautoir avec une épée renversée du même, garnie d'or, au chef cousu d'azur chargé d'une fleur de lys aussi d'or accostée de deux étoiles du même. |
| Blason de Saint-Paul-de-Tartas | Détails | Le statut officiel du blason reste à déterminer. |